# Round-up
Cet article concerne un type d'attraction. Pour l'herbicide, voir Roundup.

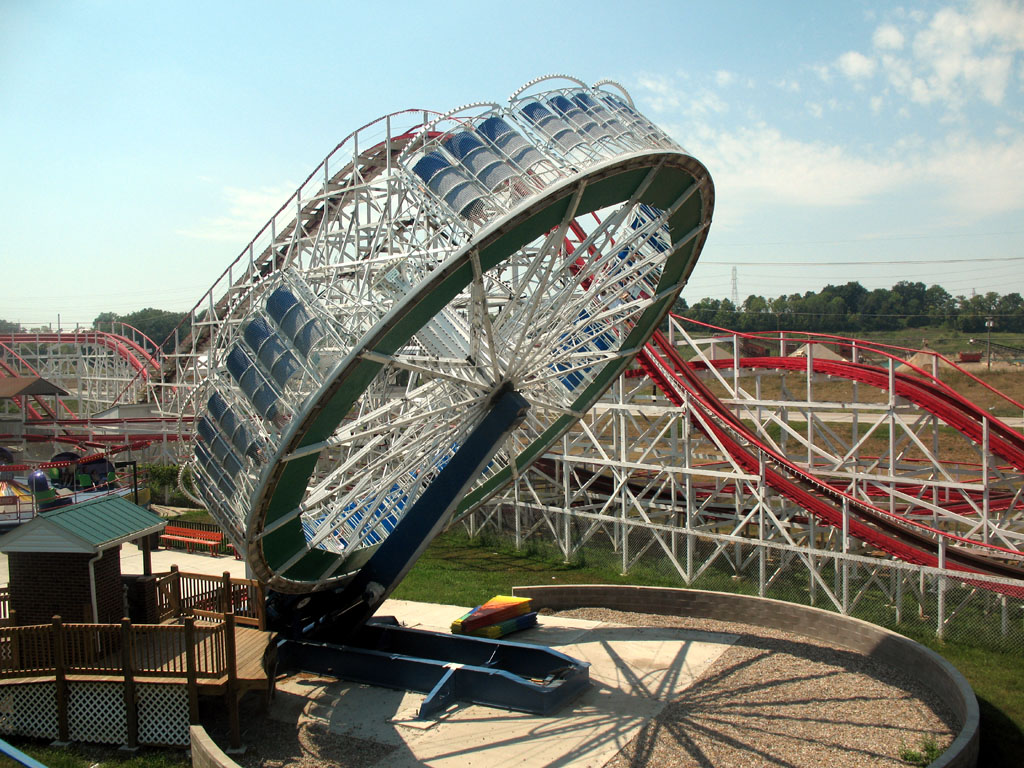
Round-up à Stricker's Grove

Un Round-up est une attraction foraine à sensation. La première version de cette attraction date de 1954. Inventée et construite par l'américain Frank Hrubetz.
L'attraction consiste en une sorte de boîte circulaire. Les passagers prennent place à l'intérieur de celle-ci sur toute la surface des bords. La machine mise en route, effectue une rotation à vitesse rapide, la force centrifuge plaque les passagers contre les parois. L'attraction est alors inclinée entre 50° et 75°. Elle est impressionnante de l'extérieur puisqu'elle présente des personnes à peine tenues par un simple ceinture, dans une position qui (sans la force centrifuge) serait impossible.
Le mot « round-up » vient de l'action que les cow-boys et vaqueros exécutent avec leur lasso pour attraper le bétail. Le mouvement de rotation fait par l'attraction rappelle celui de la corde.

## Attractions de ce type
| Nom                          | Parc                           | Pays        | Années      | Constructeur  |
| ---------------------------- | ------------------------------ | ----------- | ----------- | ------------- |
| Bamboozler                   | Worlds of Fun                  | États-Unis  | 1987        | Hrubetz       |
| Crazy Cage                   | Treasure Island Amusement Park | Royaume-Uni | 2011        | De Boer Rides |
| Darkraver                    | Fort Fun Abenteuerland         | Allemagne   | 2006        | Huss Rides    |
| Jungle Rock                  | Avonturenpark Hellendoorn      | Pays-Bas    | 1988 - 2006 |               |
| Riddle Me This               | Six Flags America              | États-Unis  | 1982        | Hrubetz       |
| Rotor                        | Pleasurewood Hills             | Royaume-Uni | 1985 - 1987 | De Boer Rides |
| Round-up                     | Heide Park                     | Allemagne   | 1983        | Fähtze        |
| Round-up                     | Serengeti Park                 | Allemagne   | 1996 - 2011 | Hrubetz       |
| Round-up                     | Lakemont Park                  | États-Unis  |             |               |
| Round up                     | Strickler's Grove              | États-Unis  |             |               |
| Round up                     | Ghost Town in the Sky          | États-Unis  |             |               |
| Round up                     | Kentucky Kingdom               | États-Unis  | 1987 - 1995 | Hrubetz       |
| Round up                     | Särkänniemi                    | Finlande    | 1977 - 1985 | Hrubetz       |
| Round up                     | Tykkimäki                      | Finlande    | 1986 - 2002 | Hrubetz       |
| Round up                     | Attractiepark Slagharen        | Pays-Bas    | 1988 - 1992 | De Boer Rides |
| The Milk Churn               | Loudoun Castle                 | Royaume-Uni | 2003 - 2010 | De Boer Rides |
| Super Round-Up               | Silverwood Theme Park          | États-Unis  |             |               |
| Super Round-Up               | Knoebels                       | États-Unis  |             | Hrubetz       |
| Super Round-Up               | Six Flags Great Adventure      | États-Unis  | 1974 - 1979 | Hrubetz       |
| Tornado                      | Liseberg                       | Suède       | 1989 - 2008 | S.D.C.        |
| UFO                          | OK Corral                      | France      | 1970 - 1980 | Fähtze        |
| Wilde Knight Mares           | Canada’s Wonderland            | Canada      | 1981        | Huss Rides    |
| Wonder Woman: Lasso of Truth | Six Flags Magic Mountain       | États-Unis  | 1974        | Hrubetz       |

## Attractions similaires
- Rotor
- Gravitron